# 寶島小舌石蛾
寶島小舌石蛾（学名：Agapetus formosanus）为舌石蛾科小舌石蛾屬下的一个种。其种加词“formosanus”意为“台湾的”。